# Sannicandro di Bari
Sannicandro di Bari is een gemeente in de Italiaanse provincie Bari (regio Apulië) en telt 9628 inwoners (31-12-2004). De oppervlakte bedraagt 56,0 km², de bevolkingsdichtheid is 172 inwoners per km².

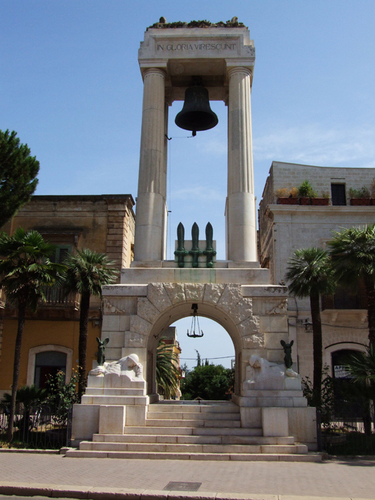
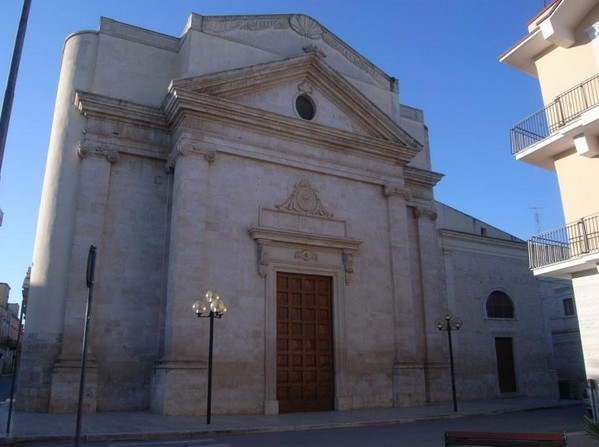
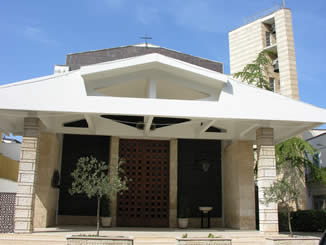

## Demografie
Sannicandro di Bari telt ongeveer 3308 huishoudens. Het aantal inwoners steeg in de periode 1991-2001 met 7,4% volgens cijfers uit de tienjaarlijkse volkstellingen van ISTAT.
| Jaar | Inwoneraantal |
| ---- | ------------- |
| 1991 | 8722          |
| 2001 | 9369          |

## Geografie
De gemeente ligt op ongeveer 183 meter boven zeeniveau.
Sannicandro di Bari grenst aan de volgende gemeenten: Acquaviva delle Fonti, Adelfia, Binetto, Bitetto, Bitritto, Cassano delle Murge, Grumo Appula.

## Geboren
- Roberto Caruso (1967), wielrenner